# Alana Boden
Alana Evie Boden, née le 14 janvier 1997 à Surrey, est une actrice britannique. Elle est connue pour ses rôles d'Elaine dans la série dramatique Ride et de Zoe dans le film d'action-aventure Uncharted.

## Biographie
Boden est né le 14 janvier 1997 à Surrey et grandit dans le Hampshire. Elle termine ses premières études au lycée local en Angleterre et va dans un collège local du sud-est de l'Angleterre d'où elle obtient son diplôme.

## Filmographie

### Cinéma
- 2014 : Spiritual Contact: The Movie : Jennifer[4]
- 2015 : Brash Young Turks (en) : Python Agent[5]
- 2017 : I Am Elizabeth Smart (en) : Elizabeth Smart (jeune)[6]
- 2019 : Hostage Radio : Julia
- 2020 : Infamous Six : Cola
- 2022 : Uncharted : Zoe[7]
- 2022 : Le Bal de l'Enfer (The Invitation) : Lucy
- 2025 : A Working Man de David Ayer : Nina

### Télévision
- 2014–2015 : Mr Selfridge : Beatrice Selfridge
- 2015 : Doctors : Lucy Whiteside
- 2015 : Humans : Caroline
- 2016 : Wolfblood : Le Secret des loups (Wolfblood) : Niamh / Holly
- 2016 : Ride : Elaine Wiltshire[8]
- 2018 : Hawaii 5-0 (Hawaii Five-0) : Lady Sophie
- 2018 : Origin : Ayko
- 2020 : Alex Rider : Fiona Friend
- 2021 : Domina : Porcia
- 2022 : Les Origines du péché (Flowers in the Attic: The Origin) : Alicia Foxworth[9],[10]
- 2024 : Geek Girl : Miss Lord

## Voix françaises
- Karine Foviau dans :
  - Le Bal de l'Enfer
  - Les Origines du péché (mini-série)
  - Geek Girl (série télévisée)
- Helena Coppejans (Belgique) dans (les séries télévisées) :
  - Ride
  - Alex Rider

Et aussi
- Leslie Lipkins dans Uncharted

## Distinctions

### Récompenses
- London Short Film Festival (en)
  - 2016 — Étoile montante (pour le court métrage The Earth Belongs to No One (en))[11]

### Nominations
- Critics' Choice Awards
  - 2018 — Meilleure actrice dans un téléfilm ou une série limitée (pour le film I Am Elizabeth Smart (en))[12]